# Her Fighting Chance
Her Fighting Chance er en amerikansk stumfilm fra 1917 af Edwin Carewe.

## Medvirkende
- Jane Grey som Marie.
- Thomas Holding som Jan Thoreau.
- Percy Standing som Kaptein Blake.
- Ed Porter som Fitzgerald.
- Fred Jones som Francois Breault.